# Midterparti
Et midterparti, også kaldet et centrumsparti eller centerparti, er en uensartet gruppe af partier, der hverken kan placeres på den politiske højrefløj eller på den politiske venstrefløj, og som har tradition for at samarbejde med begge fløje. Nogle (men ikke alle) midterpartier har en socialliberal ideologi. Mange midterpartier passer ikke ind på en højre-venstre skala, fordi de fører højreorienteret politik på nogle sagsområder og venstreorienteret politik på andre sagområder.

## Tungen på vægtskålen
I Tyskland har midterpartiet Frie Demokratiske Parti (FDP) ofte været Tungen på vægtskålen mellem de store partier. Siden 1998 er denne rolle delvist blevet overtaget af De Grønne. I miljøpolitikken og til dels i forsvarspolitikken betagtes De Grønne som et venstrefløjsparti. I den økonomiske politik har De Grønne derimod et liberalt udgangspunkt. 
I forbindelse med valget til den tyske forbundsdag i 2005 blev der foreslået en Jamaica-koalition, der skulle have bestået af det konservative CDU samt De Grønne og FDP. En Jamaica-regering skulle have ført en liberal økonomisk politik. Planen blev ikke virkeliggjort, da CDU foretrak en stor koalition med Socialdemokraterne. Til gengæld fandtes den såkaldte Jamaica-koalition i den lille delstat Saarland fra 2009 til 2012. I Hamburg regerede CDU og De Grønne fra 2008 til 2010 i en såkaldt sort-grøn koalition, der var den første delstatsregering i Tyskland af sin slags. De Grønne valgte i 2010 at udtræde af regeringen, og der blev afholdt nyvalg i 2011, hvor SPD fik absolut flertal i senatet.
I en række andre lande har midterpartierne en lignende rolle. Således har Det Radikale Venstre ofte været tungen på vægtskålen i Danmark.

## Regionale partier
En særlig gruppe af midterpartier er hjemstavnspartier eller regionale partier. Det svenske folkeparti i Finland og Sydslesvigsk Vælgerforening er eksempler på sådanne partier.

## Efter land

### Danmark
Radikale Venstre har historisk været Folketingets mest udprægede midterparti. Endvidere er også Kristendemokraterne et af de midterpartier, der er repræsenteret i Folketinget (i perioder), kommunerne og regionsrådene. Tidligere var der også andre midterpartier i Folketinget (Centrum-Demokraterne, Retsforbundet, Liberalt Centrum og Fredspolitisk Folkeparti). Udenfor Folketinget er CenterPartiet – Civilt forum, og De Grønne eksempler på danske midterpartier. Tidligere statsminister Lars Løkke Rasmussen nye parti Moderaterne betegnes også som et midterparti.
I 2007 blev midterpartiet Ny Alliance stiftet af flere folketingsmedlemmer. Ny Alliance har dog siden skiftet principprogram og navn til Liberal Alliance, og er nu rykket længere til højre end det oprindelige udgangspunkt. Dansk Folkeparti betegner sig selv "midterparti", men bliver som regel ikke kaldt det af andre. Det regnes i stedet for at være et højrefløjsparti. Enkelte anser også Dansk Samling for at være et midterparti.[kilde mangler]
På Færøerne har det socialliberale Selvstyrepartiet rollen som midterparti. I nogle sammenhænge betagtes det kristelige værdikonservative Centerpartiet (Miðflokkurin) også som et midterparti.

### Israel
I Israel er regeringspartiet Kadima det ledende midterparti.

### Norge
I Norge har de tre midterpartier (Venstre, Senterpartiet og Kristelig Folkeparti) dannet mindretalsregeringer to gange. Første gang var under Lars Korvald i 1972-1973, og anden gang under Kjell Magne Bondevik i 1997-2000. 

### Sverige
I Sverige kaldes midterpartierne undertiden for Borgerlig vänster. Denne betegnelse angiver, at partierne ikke er konservative. De svenske midterpartier Folkpartiet og Centerpartiet dannede i 1981-1982 en midterregering med Thorbjörn Fälldin som statsminister. Tidligere blev Kristen Demokratisk Samling også betragtet som et midterparti, men de svenske kristdemokrater er senere slået ind på en mere højreorienteret kurs. Folkpartiet, der i 2015 ændrede navn til Liberalerna, har siden 2021 dog også sigtet mod et mere entydigt borgerligt regeringsalternativ.

### Lande med topartisystemer
I Storbritannien og USA har man et såkaldt "topartisystem", hvor et stort parti dominerer hver halvdel af det politiske spektrum. Dette betyder at politikere der i lande med flerpartisystem (hvor der er mange partier) ellers ville være medlem af centrumpartier ofte er i de store partier i stedet. I USA har man betegnelsen third party (tredjeparti), der kan betyde partier til højre eller til venstre for de to store partier, men som også dækker over midterpartier som for eksempel the Reform Party of the United States of America (en). I Storbritannien har midterpartier nydt større succes end i USA, hvilket blandt andet kan ses ved at Liberaldemokraterne har været det tredje parti siden 1924.